# Dywizje szkieletowe
Dywizje szkieletowe (niem. Schatten-Division) – niemieckie dywizje piechoty stworzone w czasie II wojny światowej jako jednostki rezerwowe, które miały służyć do odbudowy jednostek wykrwawionych na froncie.
Schatten-Division w wolnym tłumaczeniu "dywizje cienie" składały się zwykle z dwóch słabych pułków piechoty, batalionu artylerii i nielicznych pododdziałów wsparcia. Dywizje szkieletowe nie posiadały numerów jak inne liniowe dywizje piechoty, tylko nazwę imienną od poligonu lub miasta, w którym były tworzone. Gdy wykrwawioną dywizję wycofywano z frontu, to jej numer przejmowała dywizja szkieletowa, a doświadczeni weterani zniszczonej dywizji uzupełniali jej skład.

## Dywizje szkieletowe Wehrmachtu
- Dywizja Piechoty Böhmen
- Dywizja Piechoty Breslau
- Dywizja Piechoty Demba
- Dywizja Piechoty Dennewitz
- Dywizja Piechoty Döllersheim
- Dywizja Piechoty Donau
- Dywizja Piechoty Dresden
- Dywizja Piechoty Generalgouvernement
- Dywizja Piechoty Grafenwöhr
- Dywizja Piechoty Groß Born
- Dywizja Piechoty Groß-Görschen
- Dywizja Piechoty Hamburg
- Dywizja Piechoty Hannover
- Dywizja Piechoty Jütland
- Dywizja Piechoty Kazbach
- Dywizja Piechoty Mähren
- Dywizja Piechoty Mielau
- Dywizja Piechoty Milowitz
- Dywizja Piechoty Möckern
- Dywizja Piechoty Münsingen
- Dywizja Piechoty Niedergörsdorf
- Dywizja Piechoty Neuhammer
- Dywizja Piechoty Ostpreußen
- Dywizja Grenadierów Ostpreußen 1
- Dywizja Grenadierów Ostpreußen 2
- Dywizja Piechoty Röhn
- Dywizja Piechoty Schlesien
- Dywizja Piechoty Wahn
- Dywizja Piechoty Wildflecken[2]